# Ángel Garó
Ángel Garó (* 12. Januar 1965 in La Línea de la Concepción) ist ein spanischer Humorist und Schauspieler.
Er wurde in den 1990er Jahren bekannt durch Un, dos, tres und seine Show Personas humanas. Er synchronisierte alle Figuren des Filmes FernGully: The Last Rainforest auf Spanisch.

## Filmographie
- Veneno (2020) – 3 Episoden
- La Alfombra Roja Palace (2015)
- El gran debate, (2011)
- Territorio comanche, (2007)
- Sábado noche – Episode vom 18. Februar 2006
- Noche de fiesta (1999–2004) – 76 Episoden
- El Semáforo (1995)
- Un, dos, tres... responda otra vez (1991–1993) – 69 Episoden
- De tú a tú (1992–1993) – 13 Episoden
- Territorio Comanche (2007) – Episode vom 5. März 2007
- Corazón de... (2005–2006) – Episoden vom 10. April 2006 und 12. September 2005
- Ankawa (2005–2006) – Episoden vom 7. April 2006, 21. Oktober 2005 und 15. Juli 2005
- Sábado noche (2006) – 1 Episode
- Feliz 2006. ¡Pásalo! (2006)
- ¡Mira quién baila! (2005) – 14 Episoden
- Con la primera al 2005 (2004)
- Con la primera al 2003 (2002)
- Tiempo al tiempo (2001) –  Episode vom 7. November 2001
- Gala TP de oro 1994 (1995)
- Tal cual (1994) – Episode vom 20. Mai 1994